# 仲夏柱

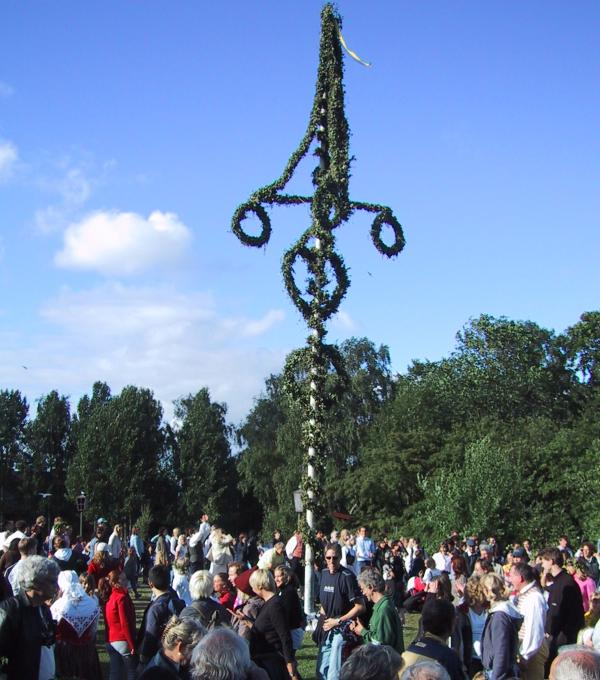
2002年瑞典斯德哥爾摩的巨型仲夏柱

仲夏柱（瑞典語：midsommarstång），又名五朔柱，是瑞典、奧蘭群島和芬蘭沿岸瑞典語區的仲夏傳統之一。竿子上纏繞著樹葉條，並加以裝飾花綵。各地的村莊通常會互相較量，看哪一個村莊裝飾得最漂亮。 
在德國、奧地利、美國、捷克、斯洛伐克、斯洛文尼亞和匈牙利境內亦有類似的傳統文化。